# Henry Menasco Wade
Henry Menasco Wade (Rockwall, 11 novembre 1914 – Dallas, 1º marzo 2001) è stato un giurista e avvocato statunitense che partecipò a due dei casi giuridici statunitensi più importanti del XX secolo: l'imputazione di Jack Ruby per l'omicidio di Lee Harvey Oswald e la legalizzazione dell'aborto negli Stati Uniti.

## Biografia
Wade nacque a Rockwall, nel Texas, vicino a Dallas. Fu uno studente brillante, e diventò avvocato come cinque dei suoi sette fratelli. Poco dopo essersi laureato all'Università del Texas ad Austin, nel 1939, Wade entrò nell'FBI, sotto la guida dell'influente J. Edgar Hoover. Il suo incarico come agente speciale dell'FBI era di investigare su casi di spionaggio sulla costa orientale degli USA e in Sud America. Durante la seconda guerra mondiale, Wade prestò servizio nella marina statunitense, prendendo parte all'invasione delle Filippine e di Okinawa. Nel 1947, Wade fu assunto nell'ufficio del procuratore distrettuale di Dallas. Diventò procuratore dopo soli quattro anni, e rimase in quella posizione per trentasei anni, dal 1951 fino al suo volontario ritiro, nel 1987.

### Wade e l'omicidio di Kennedy

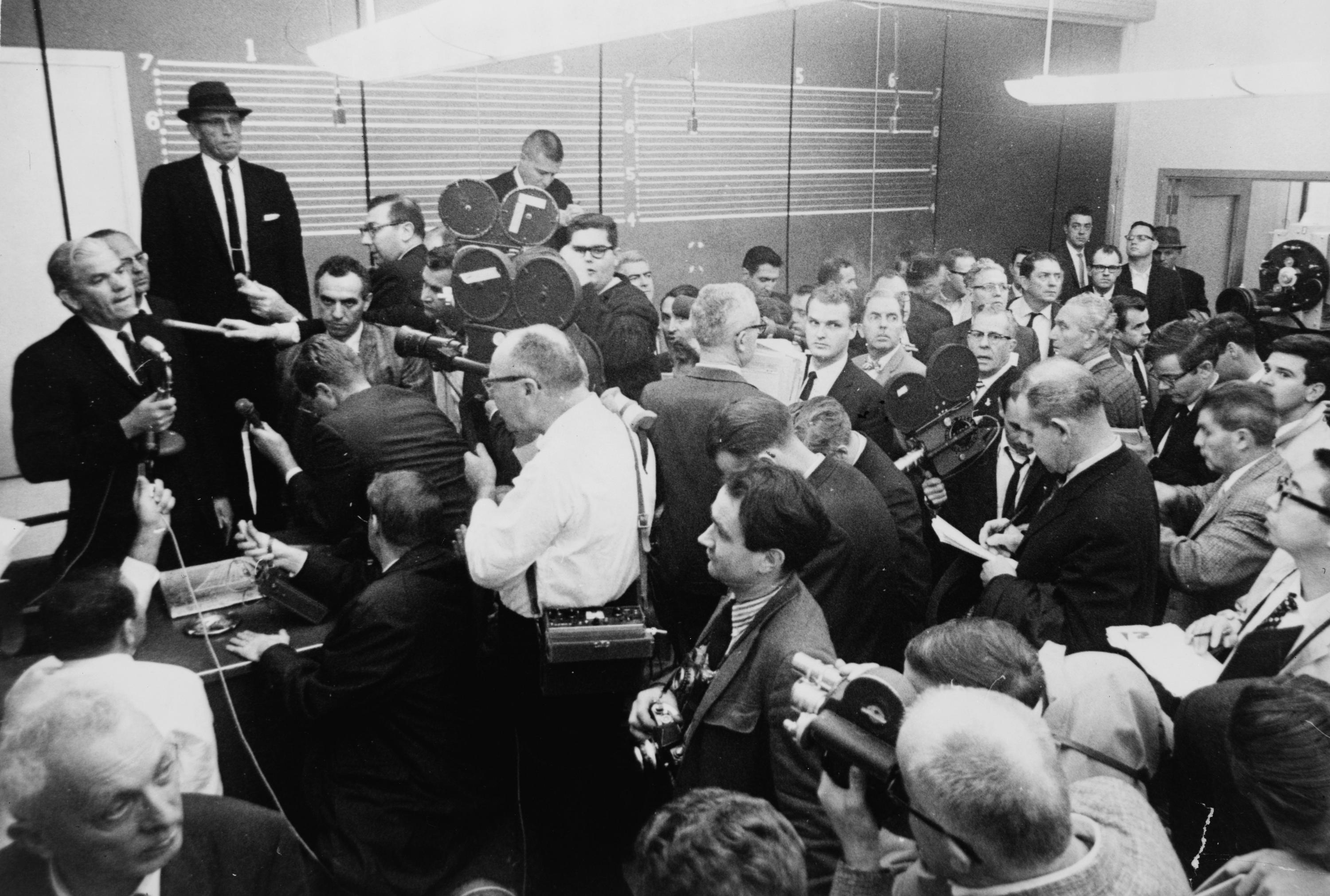
Conferenza stampa condotta da Wade pochi giorni dopo l'omicidio del presidente

Nelle prime ore del pomeriggio del 22 novembre 1963, il Presidente degli Stati Uniti John F. Kennedy venne assassinato a Dallas, a pochi isolati dalla procura dove Wade lavorava. Wade raccontò che Cliff Carter, che lavorava per lo staff del nuovo presidente Lyndon B. Johnson, gli telefonò tre volte quella sera. D'accordo con Wade, Johnson voleva che si sapesse che la cospirazione era stata stroncata, altrimenti la stabilità della nazione e delle sue relazioni politiche estere sarebbero state messe a repentaglio.
Wade ammise che Johnson gli ordinò di accusare Oswald di omicidio premeditato. Non sembrava esserci alternativa, perché nel 1963 non esisteva alcuna legge federale riguardo all'omicidio del presidente: tecnicamente, l'omicidio di JFK era un omicidio come un altro, sotto la giurisdizione della contea di Dallas. Wade non poté provare la colpevolezza di Lee Harvey Oswald, perché due giorni dopo Jack Ruby, proprietario di un nightclub a Dallas, uccise Oswald. Nonostante ciò, Wade divenne popolare a livello nazionale perché fu lui stesso ad accusare Ruby per l'omicidio di Oswald.

### Wade e l'aborto
Wade rappresentò lo stato del Texas nel processo del 1970 contro Norma McCorvey, alias Jane Roe (nome scelto ai fini processuali per tutelarne la privacy). Norma Leah Mc Corvey, nata in Louisiana nel 1947, dopo un'adolescenza tormentata, a 16 anni si sposa con un uomo violento dal quale ha due figlie. Mentre è incinta del terzo figlio, viene contattata da un team di avvocatesse, delle quali la più celebre è Sarah Weddington, le quali decidono di portare il suo caso in tribunale, per affermare il suo diritto ad abortire.
Norma McCorvey e Sarah Weddington erano determinate a muovere una sfida costituzionale contro lo stato del Texas, che proibiva l'aborto. Lo storico processo è ricordato con il nome Roe contro Wade. Nel 1973 la Corte Suprema rese l'aborto legale negli Stati Uniti e fu la prima causa che Wade perse. Ciononostante la sua carriera politica non ne risentì. Continuò a lavorare per altri quattordici anni. Nel 1995, l'Henry Wade Juvenile Center venne chiamato così in onore di Wade, e nel 2000, poco prima della sua morte avvenuta a causa della malattia di Parkinson, la rivista Texas Lawyer Magazine lo inserì nella lista dei centodue avvocati più influenti del XX secolo.